# Nicolas-Théodore Gobley

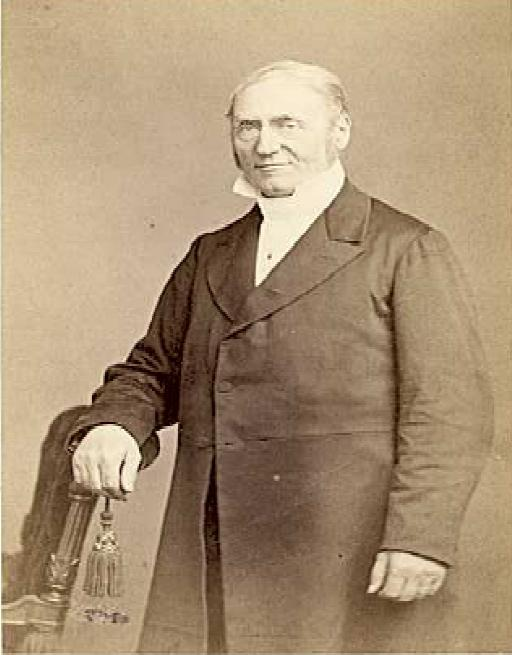
Nicolas-Theodore Gobley (1860).

Nicolas-Théodore Gobley (* 11. Mai 1811 in Paris; † 1. September 1876 in Bagnères-de-Luchon) war ein französischer Chemiker und Pharmakologe.

## Leben und Wirken
Er studierte in Paris Pharmazie und arbeitete zunächst mit dem berühmten Chemiker und Pharmakologen Pierre Jean Robiquet zusammen, der unter anderem die chemischen Strukturen von Opium-Alkaloid, Coffein und Kodein entdeckte.
Nachdem er als Medizinalassistent an einem Krankenhaus gearbeitet hatte, ließ sich Gobley von 1837 bis 1861 als selbständiger Apotheker in Paris nieder und begann mit seinen Forschungsarbeiten, wobei er sich nach kurzer Zeit einen guten Ruf als Chemiker erwerben konnte. Er isolierte beispielsweise das Vanillin, den Hauptaromastoff der Vanille.
Gleichzeitig lehrte er von 1842 bis 1847 als Professor an der École de pharmacie von und wurde 1861 an die medizinische Akademie berufen.
Seine größte wissenschaftliche Leistung war 1846/1847 die Entdeckung des Lecithins. Ihm gelang es, aus Eidotter eine weiche, klebrige, orangefarbene Substanz zu gewinnen, in der Ölsäure, Margarinsäure, Glycerinphoshorsäure sowie eine stickstoffhaltige organische Base vorhanden waren. 1850 nannte er diese Substanz Lecithin nach dem griechischen Wort Lekithos (Eidotter). Analoge Substanzen erhielt er in den Jahren 1847 bis 1858 aus Gehirn, Karpfeneiern, Blut, Galle und anderen organischen Substanzen. Wissenschaftlich versteht man unter Lecithin das Phosphatidylcholin.
1846 berichteten die Chemiker Eugène Chevreul, Jean Baptiste Dumas und Théophile-Jules Pelouze der Académie des Sciences von Gobleys Forschungsergebnissen und würdigten seine Erkenntnisse.
Heute ist die Trivialbezeichnung Lecithin zu einem Allgemeinbegriff geworden.
Er war ab 1861 Mitglied der Academie de Médicine und er war Mitglied (ab 1843) und Präsident der Académie de pharmacie und korrespondierendes Mitglied der pharmazeutischen Gesellschaften in Madrid und Barcelona. 1850 wurde er Ritter der Ehrenlegion und 1870 Offizier der Ehrenlegion. Er war in verschiedenen Pariser Organisationen für öffentliches Gesundheitswesen aktiv.